# فرودگاه تریولپیس
فرودگاه تریولپیس (به انگلیسی: Trivelpiece Airport) یک فرودگاه خصوصی است که یک باند فرود چمن دارد و طول باند آن ۳۹۶ متر است. این فرودگاه در کشور ایالات متحده آمریکا قرار دارد و در ارتفاع ۵۰ متری از سطح دریا واقع شده است.